# Classe Smolny
 (décembre 2018).
Si vous disposez d'ouvrages ou d'articles de référence ou si vous connaissez des sites web de qualité traitant du thème abordé ici, merci de compléter l'article en donnant les références utiles à sa vérifiabilité et en les liant à la section « Notes et références ».

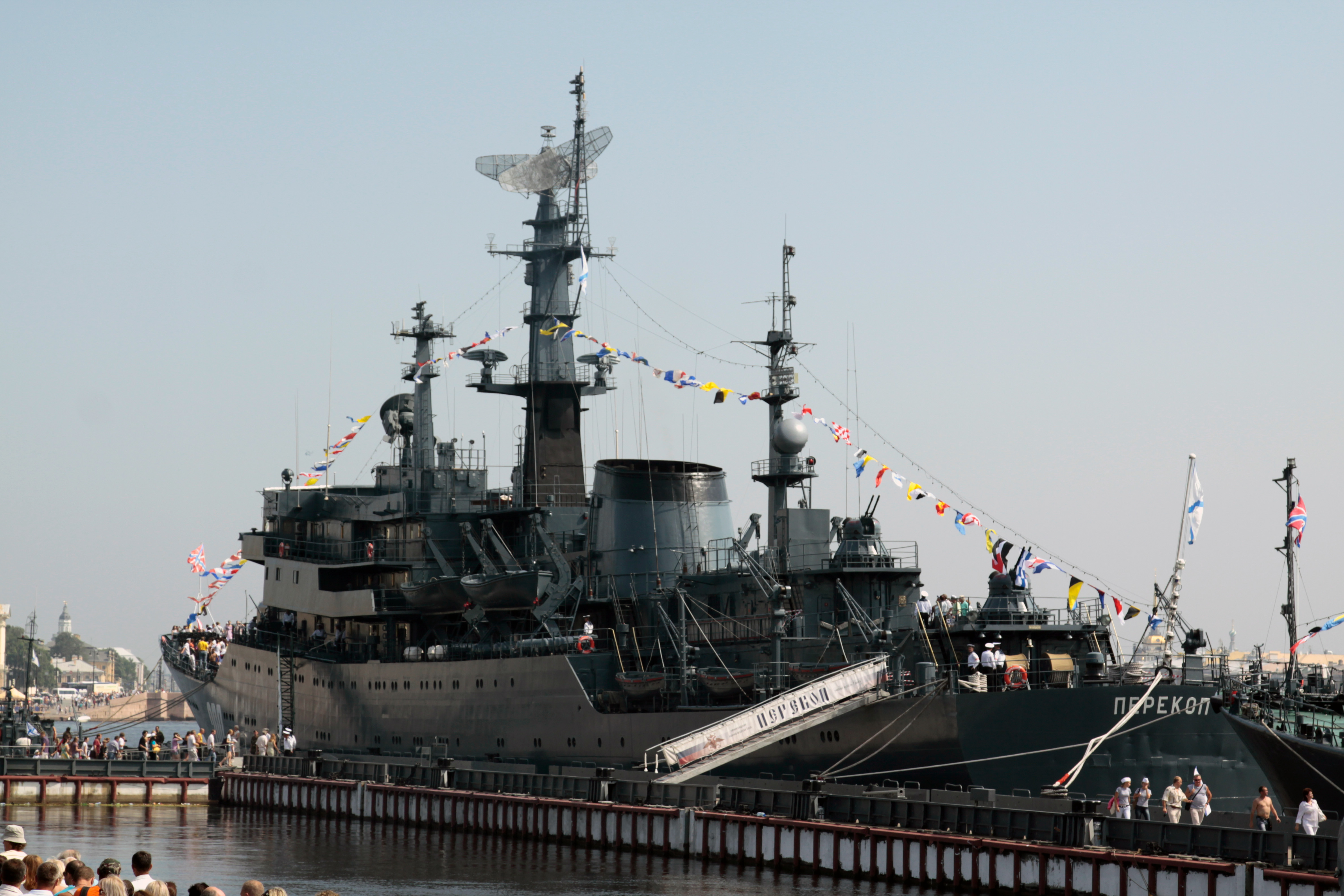

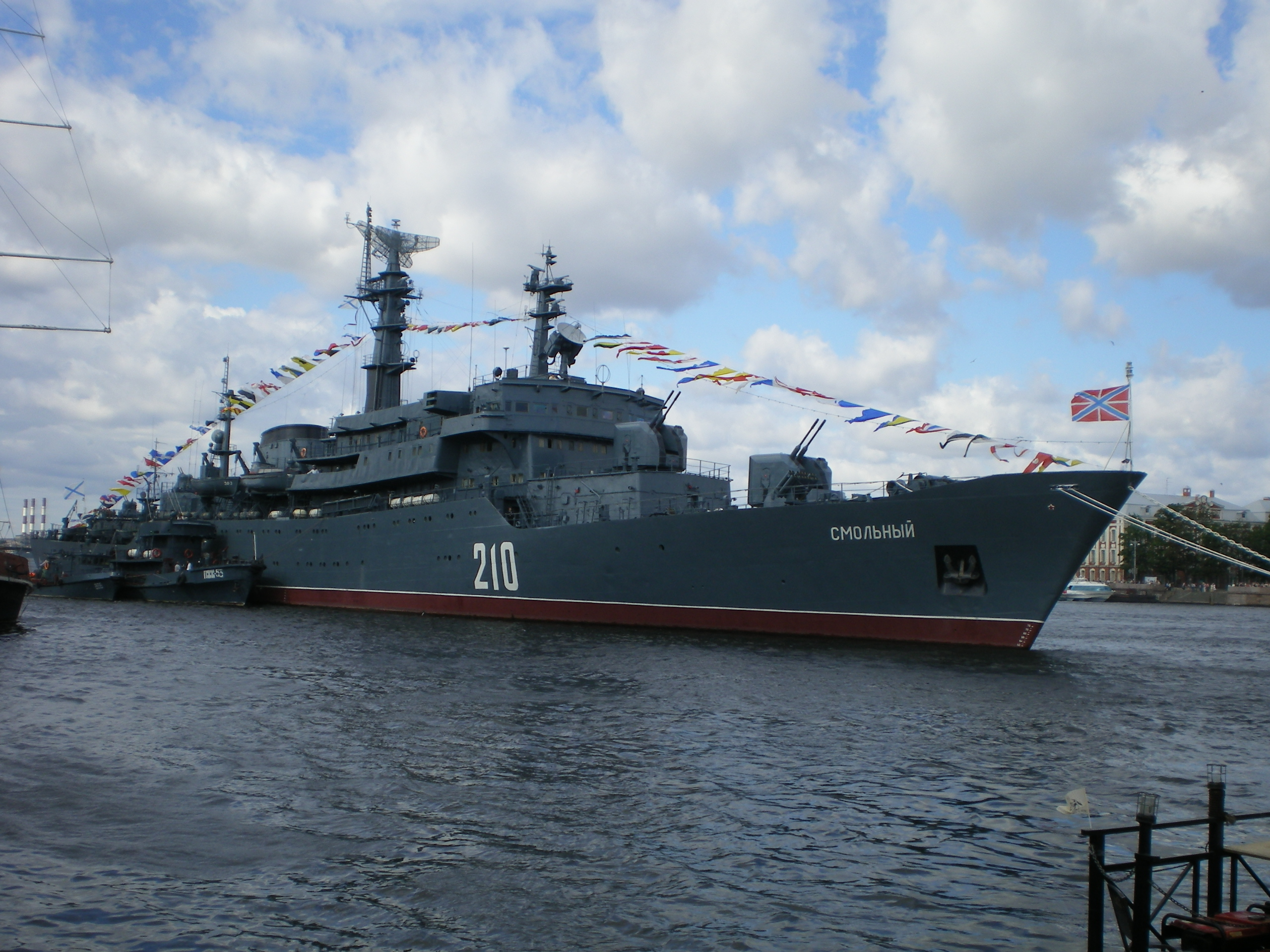

La Classe Smolny est une classe de navire-école de la marine russe.

## Description
Ces navires ont été conçus pour offrir des installations de formation en mer à la marine soviétique. Ils peuvent accueillir 30 instructeurs et 300 cadets. Ils disposent d'un armement de base pour l'autodéfense et les patrouilles.

## Bateaux
- Smolny (Смольный) : lancé en 1976, commissionné en 1977, en service avec la Flotte de la Baltique ;
- Perekop (Перекоп) : commissionné en 1978, toujours en service ;
- Khasan (Хасан) : commissionné en 1980, retiré du service en 1999 et détruit.